# Ингулецкая степь
Ингулецкая степь — ландшафтный заказник общегосударственного значения в Криворожском районе Днепропетровской области Украины.

## История
Утверждён указом Президента Украины № 167/2002 от 21 февраля 2002 года.

## Характеристика
Расположен северо-западнее села Недайвода Криворожского района Днепропетровской области на правом берегу реки Ингулец. Площадь 65,6 га.
Под охраной находится наиболее сохранившийся участок естественного ландшафта в пределах всей долины Ингульца — природный комплекс петрофильной степи с древесно-кустарниковой растительностью и скалистыми участками крутого берега реки с прибрежно-водными экосистемами. По берегам находятся выходы магматито-гранитных скал с дайками габбро-диабазов и других докембрийских горных пород высотой до 30 м.

### Растительный мир
Произрастают редкие и эндемичные виды: ковыль украинский, тюльпан бугский, вероника клейкая, прострел луговой, горицвет весенний, очиток Борисовой, аир обыкновенный. В скальных расщелинах растут реликтовые виды папоротников: костенец северный, волдырник хрупкий. 

### Животный мир
Проживают животные, занесённые в Красную книгу Украины: усач крестоносец, махаон, гадюка степная восточная, желтобрюхий полоз, лунь степной и другие.